# Shontelle
Shontelle Layne, nota con il solo prenome Shontelle (Saint James, 4 ottobre 1985), è una cantante barbadiana.

## Biografia
Shontelle viene notata dall'etichetta discografica SRC mentre frequenta la facoltà di legge dell'università West Indies di Barbados. Scrive il brano Roll It Gal per la cantante barbadiana Alison Hinds, che ottiene un discreto successo fra gli Stati Uniti ed i Caraibi. In seguito Shontelle si cimenta anche come cantante, duettando con la cantante Natahlee nel brano Colours. È stata anche l'agente nei primi passi da cantante per Rihanna.
Nel 2006 la cantante ottiene un contratto con l'etichetta discografica Records Corporation/Motown Records, con la quale registra e pubblica il suo album di debutto intitolato Shontelligence. Il primo singolo estratto dall'album è T-Shirt ed è arrivato sino alla prima posizione delle classifiche delle canzoni dance americana e dei singoli R&B britannica. In seguito al successo ottenuto con T-Shirt, Shontelle collabora con la connazionale Rihanna nel brano The Hotness e con Akon in Stuck with Each Other, che è anche il secondo singolo estratto dall'album.
Dal gennaio 2009, Shontelle si esibisce come sostenitore per il tour mondiale dei New Kids on the Block. Nel maggio 2009 apre le tappe inglesi dell'I Am... Tour' di Beyoncé. Dal 2009 fino agli inizi del 2010 lavora al suo secondo album No Gravity, che uscirà il 14 settembre 2010, dal quale sono stati estratti i singoli Licky (Under the Covers), solo per il Regno Unito, e Impossible, pubblicato a livello mondiale.
Nel corso del decennio successivo, l'artista pubblica vari singoli in maniera completamente indipendente. Nel 2021 recita nella produzione di Prime Video Joseph.

## Discografia
- 2008 – Shontelligence
- 2010 – No Gravity